# 정반사

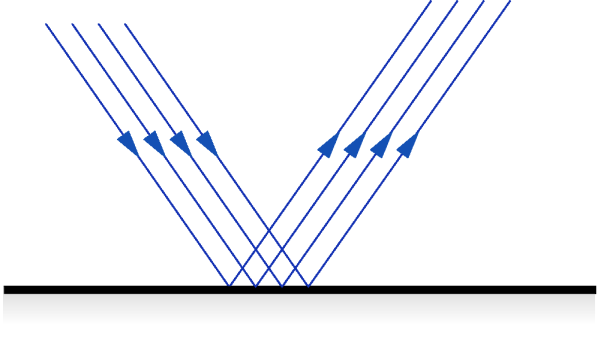
정반사

정반사(正反射)는 거울처럼 매끈한 면을 경계로 일어나는 반사를 말한다. 거울반사 또는 경면반사(鏡面反射)라고도 한다.

## 반사의 법칙
평면 거울에 광선을 입사시켜서 빛이 진행하는 방법을 조사해 보면, 광선이 거울면에서 앞의 그림과 같이 반사해 나가는 것을 알 수 있다. 이것으로 입사 광선과 입사점 O에서 반사면에 수직으로 세운 법선, 반사 광선은 같은 평면상에 있고, 입사광선과 법선이 이루는 각 α와 반사 광선과 법선이 이루는 각 β는 같다는 것을 알 수 있다.  이것을 종합하면
1. 빛이 입사하는 점에서 반사면에 세운 법선 입사 광선·반사 광선은 같은 평면 안에 있다.
2. 입사 광선과 법선이 이루는 입사각 α와 반사 광선과 법선이 이루는 반사각 P는 같다.

이것을 '반사의 법칙'이라고 한다.

## 같이 보기
- 반사
- 난반사
- 거울
- 전반사